# Bahnhof Tullnerfeld

Der Bahnhof Tullnerfeld liegt an der Schnellfahrstrecke Wien–St. Pölten im Zuge der österreichischen Westbahnstrecke. Der achtgleisige „Überhol- und Regionalbahnhof“ hat im Dezember 2012 seinen Betrieb aufgenommen.

## Lage
Der Bahnhof befindet sich nordwestlich von Judenau (Gemeinde Judenau-Baumgarten) im niederösterreichischen Tullnerfeld auf den Gemeindegebieten von Michelhausen und Langenrohr. Östlich des Bahnhofs kreuzen die Tullner Straße (B19) und der Fluss Große Tulln den oben genannten Abschnitt der Westbahnstrecke. Aufgrund seiner Solitärlage sind die nächsten Siedlungen Judenau, Langenrohr und Pixendorf jeweils etwa 1,5 Kilometer entfernt.

## Anlage

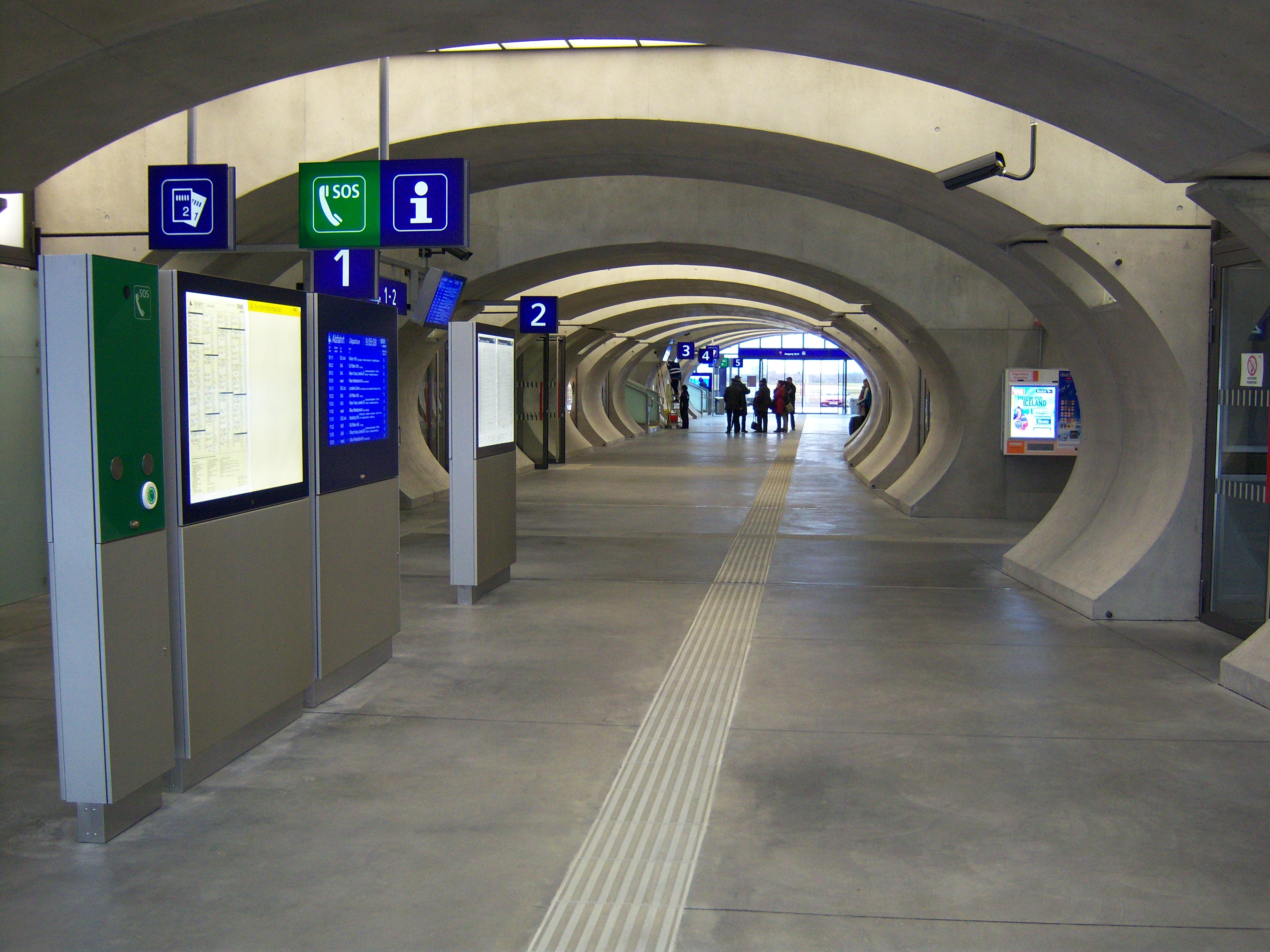
Unterführung

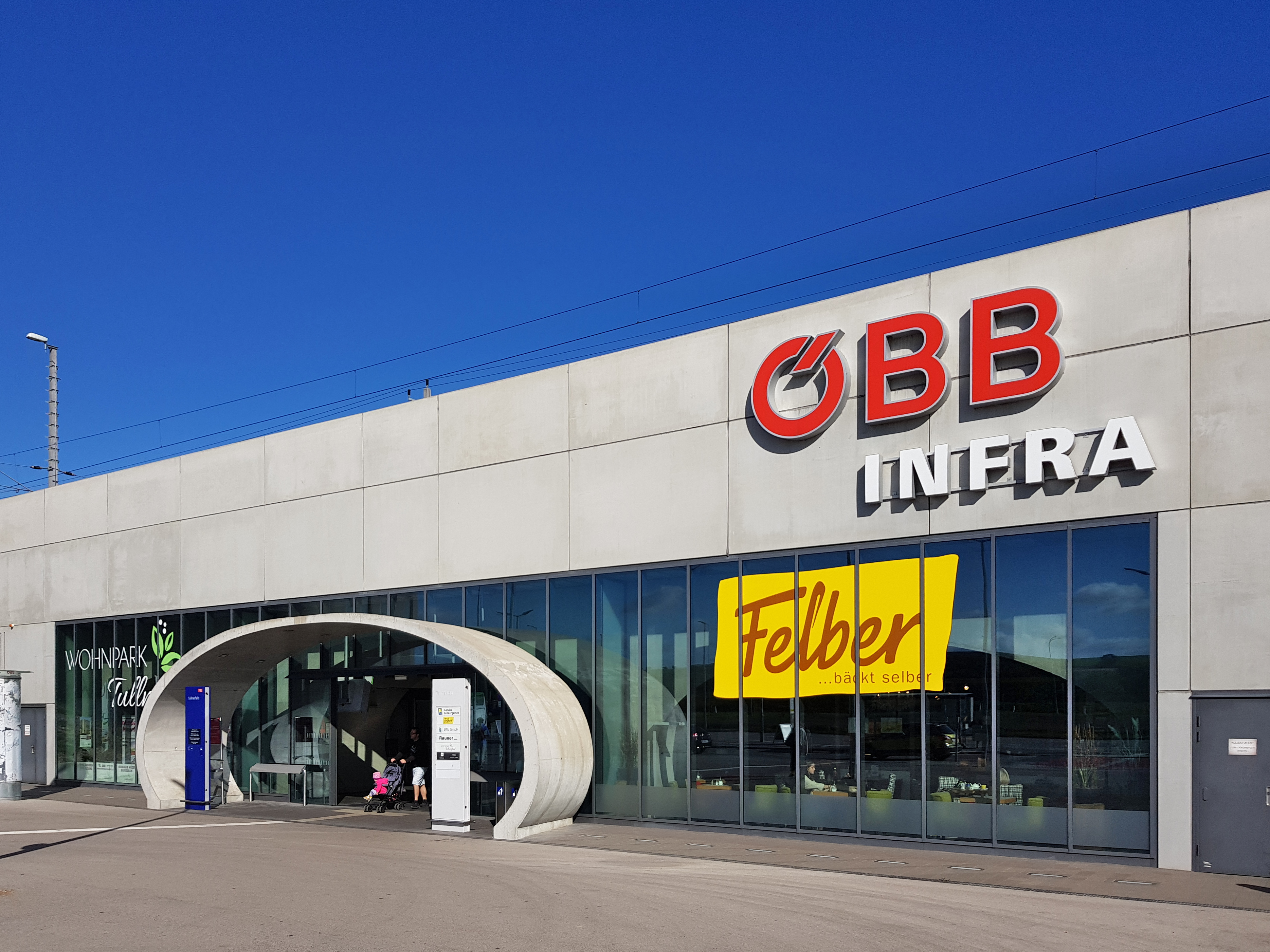
Außenansicht

Der sich in Ost-West-Richtung ausdehnende Bahnhof besteht aus zwei zentralen, mittels Lärmschutzwänden von den äußeren Gleisen abgeschirmten Durchfahrtsgleisen für den Hochgeschwindigkeitsverkehr sowie zwei außenliegenden Mittelbahnsteigen mit Überdachungen aus Beton. Im Norden existiert ferner ein Seitenbahnsteig, im Süden ein bahnsteigloses Nebengleis. Östlich des Bahnhofes befindet sich ein im Personenverkehr derzeit nicht benutztes Verbindungsgleis, das direkte Fahrten von Tulln nach Wien Westbahnhof ohne Bedienung des Bahnhofs Tullnerfeld ermöglicht. 
Der in Dammlage errichtete Bahnhof besitzt eine Bahnhofshalle auf Geländeniveau, von der Aufgänge zu den Bahnsteigen führen. Im südlichen Außenbereich existieren mehrere hundert Stellplätze für Kraftfahrzeuge und Fahrräder (Park and Ride) und Bushaltestellen. Im nördlichen Außenbereich gibt es, neben zwei künstlichen Teichen als Regenwassersenke beziehungsweise Ausgleichs- und Ersatzmaßnahme, weitere PKW-Stellplätze, auch in Form eines Parkhauses mit rund 700 Stellplätzen und einer Photovoltaikanlage am Dach, sowie ein Carsharing-Standort von ÖBB Rail & Drive. Die gesamte Anlage bietet rund 2000 Parkplätze für Autos und 130 für Fahrräder.

## Betrieb
Im Bahnhof halten stündlich Schnellbahnen der Linie S40 auf dem Weg von Wien Franz-Josefs-Bahnhof nach St. Pölten Hbf und zurück, schnelle Nahverkehrszüge der Linie CJX5 von Amstetten beziehungsweise St. Valentin nach Wien Westbahnhof und zurück (täglich ganztags im Stundentakt, teilweise verstärkt auf Halbstundentakt), zur Hauptverkehrszeit einzelne Züge der Linie S4 von und nach Stockerau sowie täglich ganztags alle langsamen Railjets zwischen Wien Hauptbahnhof beziehungsweise Flughafen Wien und Salzburg.
2015 wurde nach zweijähriger Pause der Halt der Züge der WESTbahn wieder aufgenommen, allerdings am 10. Dezember 2017 erneut eingestellt. Während der Notvergabe auf der Westbahn zwischen 18. März 2020 und 7. Oktober 2020 sowie vom 16. November 2020 bis 4. Juli 2021, bei der sich WESTbahn-Züge in einem gemeinsamen Stundentakt mit den ÖBB-Railjets abwechselten, kehrten die Triebwagenhalte dieses teilprivaten Unternehmens vorübergehend zurück. Bis zum Fahrplanwechsel am 10. Dezember 2023 hat die WESTbahn den Bahnhof bei Heimspielen des SK Rapid Wien mit einigen Zügen angefahren.
Die übrigen Fernverkehrszüge durchfahren den Bahnhof auf den beiden Durchfahrgleisen, wobei die Hochgeschwindigkeitszüge Railjet und ICE hier bis zu 230 Kilometer pro Stunde schnell fahren.
Der Bahnhof war ebenso wie die nahegelegenen Strecken stark vom Hochwasser in Mitteleuropa im September 2024 betroffen und konnte längere Zeit nicht bedient werden. Infolgedessen wurden Hochwasserschutzmaßnahmen ergriffen. Ferner wurden die notwendigen Sperrungen genutzt, um die Bahnsteige auf rund 420 m zu verlängern.

### Übersicht der Linien, die am Bahnhof Tullnerfeld verkehren
-Railjets in Richtung Salzburg Hbf, Wien Hbf, Flughafen Wien, Innsbruck Hbf, Bregenz, Villach Hbf, Klagenfurt Hbf und Saalfelden
CJX5 Wien Westbf–Tullnerfeld–Amstetten (teilweise durchgebunden –Waidhofen an der Ybbs–Kleinreifling–Selzthal oder –St. Valentin)
 Wiener Neustadt Hbf–Wien Hauptbahnhof–Stockerau–Absdorf-Hippersdorf–(Tulln Stadt–Tullnerfeld)
 Wien Franz-Josefs-Bahnhof–Wien Spittelau–Wien Heiligenstadt–Klosterneuburg-Kierling–Tulln–Tullnerfeld–Herzogenburg–St. Pölten Hauptbahnhof
106 Klosterneuburg-Kierling–Tullnerfeld Bahnhof–St. Pölten
140 Stockerau–Tulln–Tullnerfeld Bahnhof
409 Tulln–Langenrohr–Tullnerfeld Bahnhof–Judenau–Sieghartskirchen
410 Tulln–Zöfing–Tullnerfeld Bahnhof–Judenau-Sieghartskirchen
411 Tullnerfeld Bahnhof–St. Andrä-Wördern
414 Tullnerfeld Bahnhof–Zwentendorf an der Donau–Dürnrohr
442 Tulln–Tullnerfeld Bahnhof–Judenau–Neulengbach
443 Tulln–Tullnerfeld Bahnhof–Judenau–Heiligeneich–Würmla
470 Tullnerfeld Bahnhof–Kapelln–St. Pölten
Der Bahnhof Tullnerfeld liegt im Verbundgebiet des Verkehrsverbunds Ost-Region. Für alle derzeit hier haltenden Linien gilt der VOR-Tarif, sofern der Zielbahnhof der Fahrt in dessen Verbundgebiet liegt. Auch das Sammeltaxi LISA E-Shuttle Tulln, das zusätzlich zu S-Bahn und Regionalbussen zwischen dem Bahnhof Tullnerfeld und der Stadtgemeinde Tulln angeboten wird, ist in den Verbundtarif integriert.
Seit dem 6. Juni 2025 ist die Strecke wieder frei.